# Stefan Linderoth
Karl Thomas Stefan Linderoth, född 6 februari 1955, död 17 februari 2002 i Haga församling i Göteborg, var en svensk konstnär, gallerist och tidskriftsmakare verksam främst i Göteborg.

## Biografi
Linderoth växte upp i Kristinehamn som mellanbror i en brödraskara på tre. Båda hans föräldrar var journalister. I mitten av 1970-talet åkte han till Paris där han tog lektioner på konstskolan Beaux Arts. Efter en period i Sverige gav han sig ut på en resa runt i Sydamerika i slutet av 1970-talet. I början av 1980-talet var han redaktör för kulturtidskriften Kannibal.
Linderoth studerade även sociologi vid Göteborgs universitet och i sin konst arbetade han ständigt med olika sociala projekt och dialog. Han öppnade sitt hem i projektet Hemma hos vilket var ett konstgalleri i familjens lägenhet i Göteborg där han bjöd in en mängd konstnärer att ställa ut.
Projekt Hemma hos, ibland även kallat Hemma Hos Linderoth/Fornander, var en del av en utställningstrilogi som bestod av Redan gjort (1993–1994), Hemma hos (1994–1995) och Borta bra (1995). I den senare delen flyttade Linderoth in på Galleri för aktuell konst i Göteborg och levde där 24 timmar om dygnet. År 1995 gjorde han utställningen Knytkalas på Amerikahuset i Göteborg, där publiken fick medverka genom att knyta fast en personlig tillhörighet på tvättlinor i lokalen, som ett foto, en text, ett föremål och liknande.
I mitten av 1990-talet fick Linderoth besked att han hade cancer vilket också kom att märkas i hans konst. På en utställning på Göteborgs konstmuseum 1997 presenterade han 300 sparade matinköpslistor tillsammans med sina egna sjukdomsjournaler. 
Stefan Linderoth dog i cancer år 2002, 47 år gammal. Han är begravd på Västra kyrkogården i Göteborg.